# Звенигородка
Звенигоро́дка (укр. Звенигоро́дка) — город в Черкасской области Украины. Административный центр Звенигородского района.

## Географическое положение
Расположен на реке Гнилой Тикич в 102 км от областного центра — города Черкассы.

## История

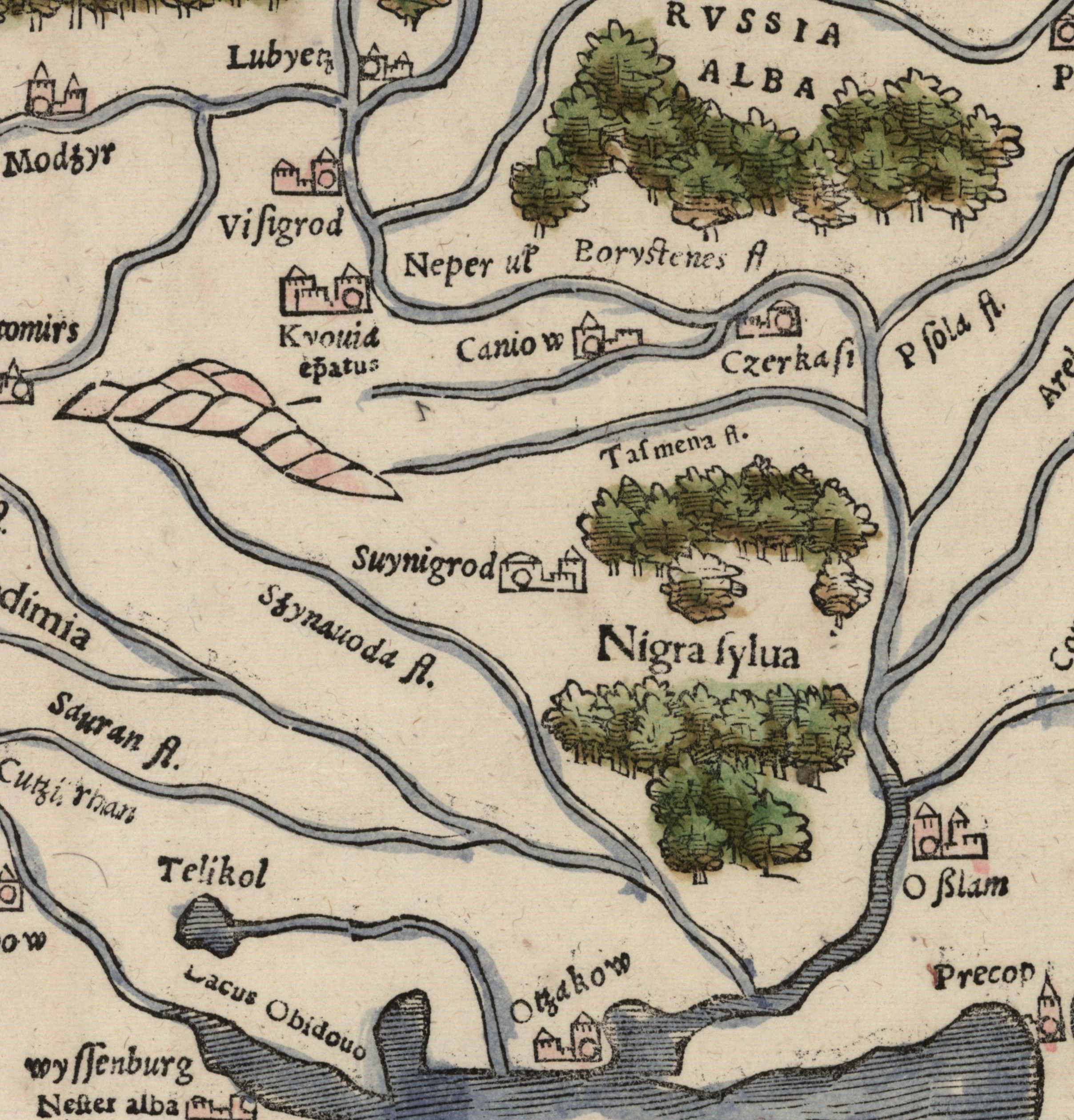
Suynigrod на карте Себастьяна Мюнстера (1552)

На территории современной Звенигородки обнаружены каменные орудия труда эпохи бронзы, предметы скифских времен и поселения черняховской культуры.
Основанный в 1394 году Звенигородский замок был разрушен татарами.
В 1545 году Звенигородский замок был вновь отстроен, с этого времени начинается современная история города.
В 1737 году Звенигородский замок взял штурмом отряд гайдамаков Г. Голого.
В 1792 году Звенигородке было предоставлено магдебургское право.

### 1793—1917

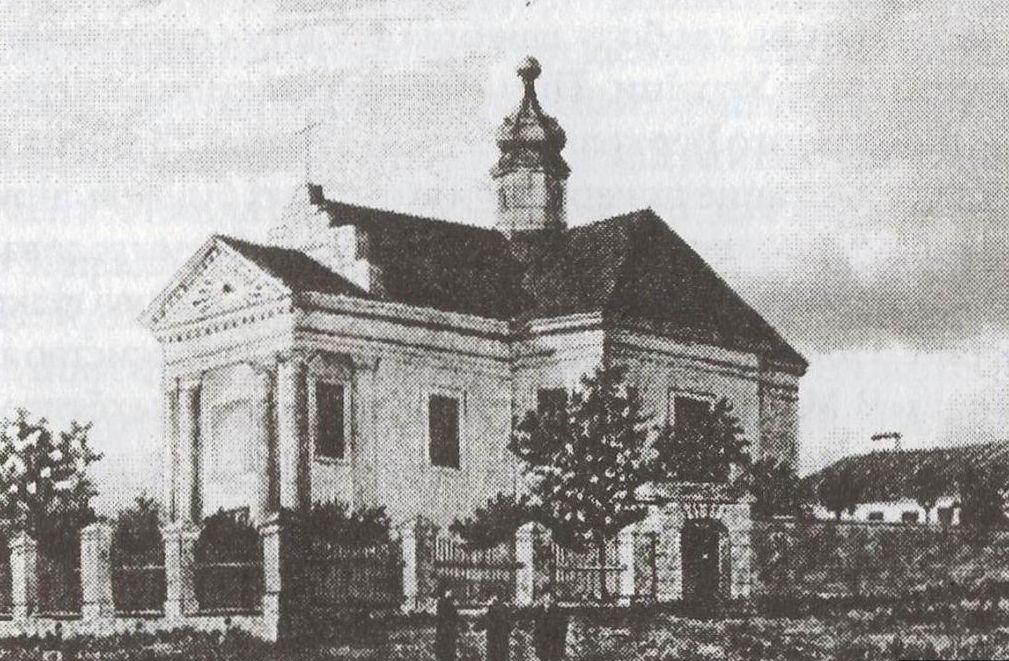
Городской костел

В ходе второго раздела Речи Посполитой Звенигородка вошла в состав Российской империи, в январе 1795 года она была включена в Вознесенское наместничество, но уже в 1796 году стала уездным городом Звенигородского уезда Киевской губернии.
В 1894 году численность населения составляла 13 127 человек, здесь действовали два кирпичных завода, два пивомедоваренных и винокуренно-дрожжевой завод, две мельницы, больница, мужское и женское 2-классные училища, библиотека, типография, книжная лавка и еврейская богадельня. Торговля была незначительна.

### 1918—1991
В феврале 1918 года здесь была провозглашена Советская власть, но уже в марте 1918 года Звенигородку оккупировали австро-немецкие войска. В дальнейшем, в начале июня 1918 года Звенигородка стала центром вооружённого восстания против австро-венгерских и немецких интервентов и их пособников, 7 июня повстанцы полностью окружили, а 9 июня — взяли Звенигородку штурмом, после чего удерживали её до 13 июня 1918 года, когда германское командование направило сюда крупные армейские части. В дальнейшем, Звенигородка находилась в зоне боевых действий гражданской войны, но в начале марта 1919 года её заняли части РККА и Советская власть была восстановлена.
14 марта 1919 года здесь началось издание местной газеты.
В 1923 году Звенигородка стала районным центром, в 1927 году — посёлком городского типа, в 1938 году — городом.
В ходе Великой Отечественной войны 29 июля 1941 года Звенигородка была оккупирована наступавшими немецкими войсками.
28 января 1944 в ходе Корсунь-Шевченковской операции в Звенигородке войска 6-й танковой армии 1-го Украинского фронта соединились с войсками 5-й гвардейской танковой армии 2-го Украинского фронта, окружив крупную группировку немецко-фашистских войск.
1 УкрФ: 6-я танковая армия: танковая группа (генерал-майор т/в Савельев, Михаил Иванович) в составе: 233-я танковая бригада (подполковник Чернушевич, Александр Антонович), 1228-й самоходный артполк (подполковник Доброшинский, Иван Иванович).
2 УкрФ: 5-я гвардейская танковая армия: 20-й танковый корпус (генерал-лейтенант танк/в Лазарев, Иван Гаврилович) в составе: 8-й гв. тбр (полковник Орлов, Василий Фёдорович), 80-й тбр (подполковник Евсюков, Владимир Иосифович), 155-й тбр (подполковник Прочти, Иван Иванович).
Войскам, прорвавшим оборону противника, участвовавшим в освобождении Звенигородки и других городов, приказом Верховного Главнокомандующего И. В. Сталина от 3 февраля 1944 года объявлена благодарность и в Москве дан салют 20-ю артиллерийскими залпами из 224 орудий.
Приказом Верховного Главнокомандующего И. В. Сталина от 13.02.1944 года № 030 в ознаменование одержанной победы соединения и части, отличившиеся в боях за освобождение города Звенигородка, получили наименование «Звенигородских»:,,
- 20-й танковый корпус (генерал-лейтенант танковых войск Лазарев, Иван Гаврилович);
- 20-я танковая дивизия (генерал-лейтенант танковых войск Иван Гаврилович Лазарев);
- 62-я гвардейская стрелковая дивизия (полковник Мошляк, Иван Никонович);
- 69-я гвардейская стрелковая дивизия (генерал-майор Джахуа, Кирилл Кочоевич);
- 94-я гвардейская стрелковая дивизия (полковник Шостацкий, Григорий Николаевич);
- 1-я гвардейская воздушно-десантная дивизия (полковник Михеенко, Яков Семёнович);
- 5-я гвардейская воздушно-десантная дивизия (полковник Афонин, Павел Иванович).[12] см.Список стрелковых, горнострелковых, мотострелковых, механизированных и воздушно-десантных дивизий РККА, дивизий НКВД (1941—1945)

В ознаменование прорыва фронта вражеских войск и соединения войск 1-го и 2-го Украинских фронтов в центре города Звенигородки потом был поставлен на пьедестал танк Т-34. Надпись на пьедестале гласит: «Здесь января 28 дня 1944 года было сомкнуто кольцо вокруг гитлеровских оккупантов, окружённых в районе Корсунь-Шевченковский. Экипаж танка 2-го Украинского фронта 155-й танковой Краснознамённой Звенигородской бригады подполковника Прошина Ивана Ивановича — лейтенант Хохлов Евгений Александрович, механик-водитель Андреев Анатолий Алексеевич, командир башни Зайцев Яков Сергеевич пожали руки танкистам 1-го Украинского фронта. Слава героям Родины!»— Г.К. Жуков Воспоминания и Размышления
На мемориальной табличке памятника перечислены имена только трёх членов экипажа Т-34, так как четвёртый член экипажа, Алексей Репин, находился на тот момент в местах лишения свободы.
В конце 90-х годов между ветеранами возникла дискуссия, чьи танки первыми вошли в Звенигородку. Результатом дискуссии стал демонтаж вышеописанной мемориальной таблички и установка новых табличек с указанием войсковых соединений, которые первыми вошли в Звенигородку.
В 1970 году численность населения составляла 20,4 тыс. человек, здесь действовали чугунолитейный, кирпичный, мукомольный и маслосыродельный заводы, плодокомбинат и сельскохозяйственный техникум.
В 1980 году здесь действовали чугунолитейный, мукомольный, маслосыродельный и четыре кирпичных завода, плодоконсервный комбинат, два промкомбината, райсельхозтехника, комбинат бытового обслуживания, восемь общеобразовательных школ, музыкальная школа, школа сыроварения, ПТУ, сельскохозяйственный техникум, две больницы и восемь иных лечебных учреждений, санаторий, Дом культуры, кинотеатр, два клуба и 12 библиотек.
В январе 1989 года численность населения составляла 22 740 человек, основой экономики города в это время являлись чугунолитейный завод и предприятия пищевой промышленности.

### После 1991

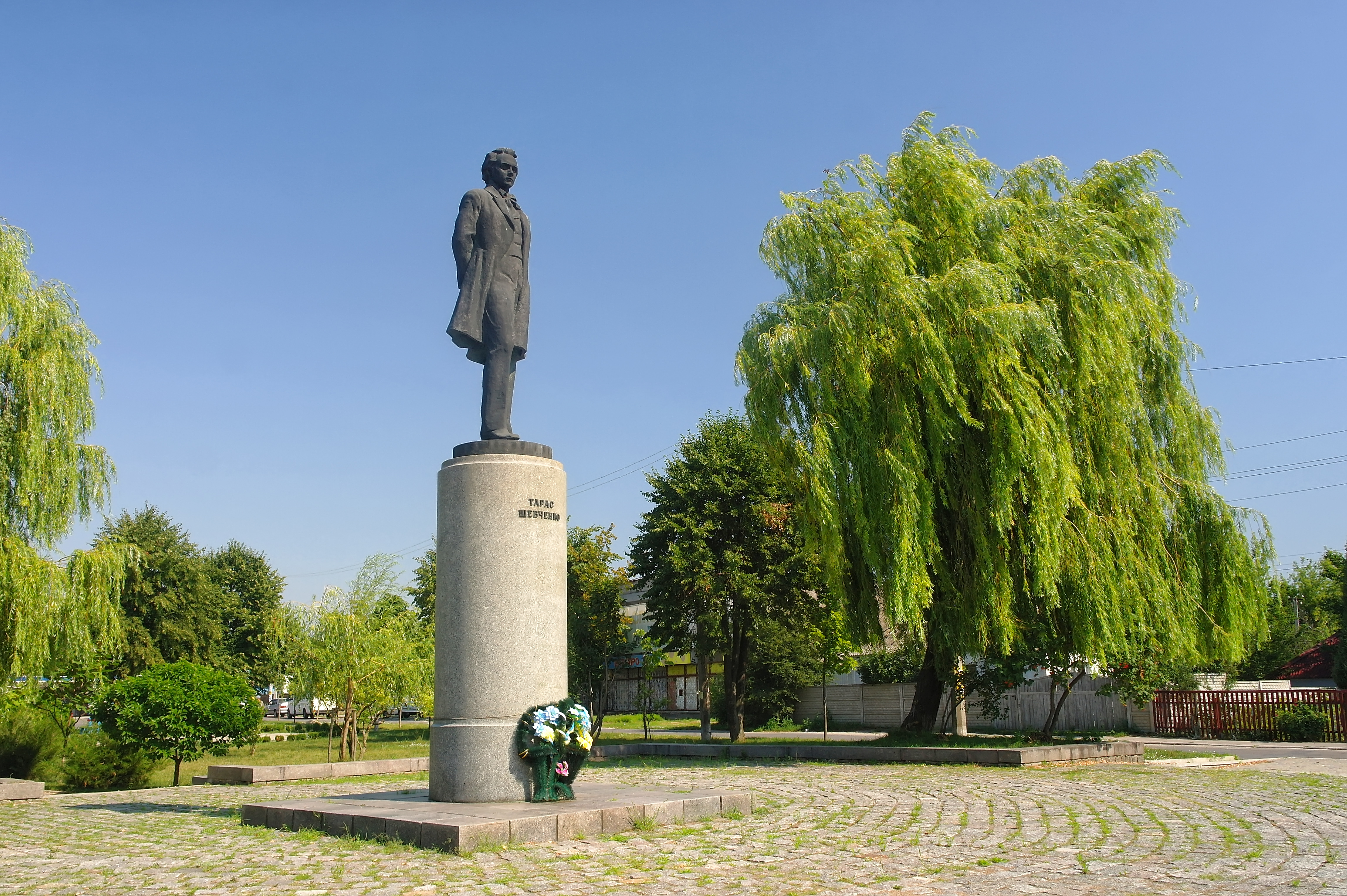
Памятник Тарасу Шевченко

25 марта 1992 года на базе памятников культурного наследия и природы ряда сел Звенигородского района, связанных с детством, жизнью и творчеством поэта, был создан Государственный историко-культурный заповедник «Родина Тараса Шевченко».
В мае 1995 года Кабинет министров Украины утвердил решение о приватизации находившихся в городе сыродельного комбината, АТП-17108, АТП-2090 «Сельхозтранс», райсельхозтехники и райсельхозхимии, в июле 1995 года было утверждено решение о приватизации совхоза. В октябре 1995 года было утверждено решение о приватизации завода продтоваров.
В 1997 году находившееся в городе ПТУ № 34 было ликвидировано.
В ноябре 2002 года завод продовольственных товаров был признан банкротом.

## Население
На 1 января 2024 года численность населения составляла более 17 тысяч человек.

### Языковой состав
Родной язык населения по данным переписи 2001 года:
| Язык       | Численность, чел. | Доля     |
| ---------- | ----------------- | -------- |
| Украинский | 19 118            | 96,36 %  |
| Русский    | 593               | 2,99 %   |
| Другие     | 130               | 0,65 %   |
| Итого      | 19 841            | 100,00 % |

## Транспорт
В 12 км — железнодорожная станция Звенигородка на линии Цветково — Христиновка.

## Известные люди
- Гинцбург, Гораций Осипович (1833—1909) — один из богатейших людей Российской империи, глава финансовой династии
- Трутенко, Валентин Максимович (1881—1953) — военный деятель УНР, генерал-хорунжий армии УНР.
- Гнеповская, Неонила Фёдоровна (1925—2013) — советская актриса театра и кино.
- Стеблевский Алексей Кузьмич (1911—1999) — Герой Советского Союза.
- Аркадьев, Михаил Павлович (1896—1937) — первый директор МХАТ СССР имени Горького.
- Кушаковский Макс Соломонович (1922—2002) — выдающийся врач-кардиолог.